# Torekovskompromissen

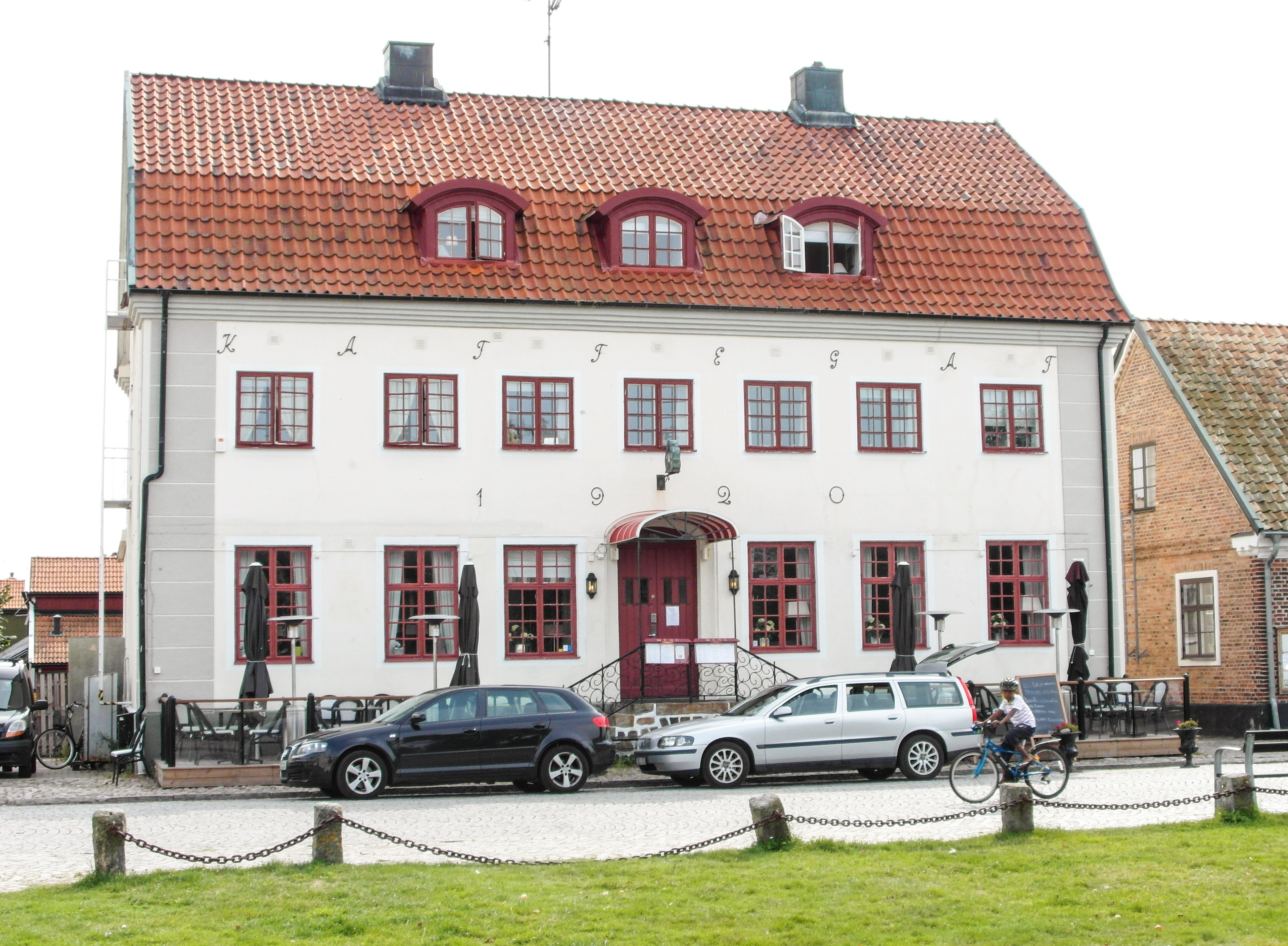
Hotell Kattegat i Torekov. De som där 1971 slöt kompromissen var Bertil Fiskesjö (c), Allan Hernelius (m), Valter Åman (s) och Birger Lundström (fp).

Torekovskompromissen kallas den politiska överenskommelse som slöts emellan Socialdemokraterna och de borgerliga partierna inför utarbetandet av 1974 års regeringsform på Hotell Kattegat i Torekov under perioden 16–20 augusti 1971. Kompromissen var en del av grundlagsberedningens arbete inför beslutet om att upphäva 1809 års regeringsform och den innebar att den svenska monarkin bestod, men till priset av att monarken fråntogs all formell politisk makt, till exempel vid regeringsbildningen och som högsta befälet över krigsmakten.
Monarkens roll i statsskicket är i och med överenskommelsen (som till största delen är kodifierad i gällande regeringsform från 1 januari 1975) att enbart ha ceremoniella uppgifter, såsom rikets främste företrädare, såväl inåt som utåt samt undvika att uttala sig i politiskt känsliga frågor eller få det att framstå som att ett motsatsförhållande råder mellan kungen och regeringen/riksdagen. De närmare begränsningarna om vad statschefen inte bör göra förekommer inte i Torekovskompromissen i sig, utan de återfinns i förarbetena (SOU 1972:15 och prop. 1973:90) och står inte uttryckligen i regeringsformens text.
Torekovskompromissen och dåtidens republikanska strävanden gick emot folkviljan. I en SIFO-undersökning publicerad januari 1974 ville 80 procent behålla kungens dåvarande befogenheter och 12 procent ville förstärka dem (7 % ville minska, 83 % ville behålla monarkin och 10 % ville ha republik)..

## Bakgrund
Ända sedan enväldets avskaffande 1718–1720 och till införandet av allmän rösträtt 1918 hade den svenska monarken alltmer fråntagits den personliga kungamakten (det vill säga kungens rätt att få styra riket efter eget behag). 1772 års regeringsform som var i kraft i Sverige mellan Gustav III:s statskupp 1772 och statskuppen 1809 införde en legalitetsprincip.

## Överenskommelsen
Vid en presskonferens 20 augusti 1971 presenterades resultatet i en kommuniké:

Statschefens ställning och befogenheter i en ny grundlag
      
1 Konungen är rikets statschef.
   
2 Regeringens beslutssammanträden kallas regeringssammanträden. Konselj är sammanträde mellan statschefen och regeringen. Konselj äger rum minst en gång varje kvartal. Vid konseljen, där statschefen är ordförande; redogör regeringen för aktuella beslut och åtgärder. Det åligger statsministern att fortlöpande hålla statschefen underrättad om rikets angelägenheter. När så erfordras kallar statsministern till extra konselj.
   
3 Vid regeringsbildning överlägger talmannen med vice talmännen och partiledarna och utpekar därefter regeringsbildare. Hans förslag underställs riksdagen och anses godkänt, om inte mer än hälften av ledamöterna röstar däremot. Bifalles förslaget, anmäls så snart ske kan den nya regeringens sammansättning för  riksdagen. Därefter äger regeringsskifte  rum vid en särskild konselj inför statschefen.
   
4 Statschefen är ordförande vid  utrikesnämndens sammanträden.
    
5 Befälet över krigsmakten utövas av regeringen.
   
6 Vid  riksdagens (»riksmötets») öppnande är statschefen närvarande och förklarar på talmannens hemställan riksmötet öppnat.

Ändringarna i fråga om statschefens befogenheter träder i kraft först vid tronskifte som inträffar närmast efter det att riksdagen första gången har antagit grundlagsförslaget. 

## Debatt
Denna ordning anses av tidigare statsminister Ingvar Carlsson ha fungerat utan anmärkningsvärda störningar. Emellanåt uppkommer diskussionen – som i februari 1989, då kung Carl XVI Gustaf kritiserade Norges statsminister Gro Harlem Brundtland för landets brutala säljakt, och i januari 2005, då han indirekt framförde kritik mot Göran Perssons regering i dess hantering av den då aktuella jordbävningen i Indiska oceanen 2004 – om den svenske kungen möjligen överträtt sin roll, då han till exempel uttalar sig om politiska och samhälleliga fenomen.